# Убийство Кристен Френч
Кристен Доун Френч (10 мая 1976 — 19 апреля 1992) — канадская девочка, убитая Карлой Хомолкой и Полом Бернардо. Она была похоронена в мемориальных садах «Плезантвью» в Торольде (пров. Онтарио, Канада).

## Биография
Френч родилась в 1976 году. Она являлась членом команды по фигурному катанию, которая выиграла несколько медалей, и членом женской команды по гребле в католической средней школе Святого Креста в Сент-Катаринс.

## Похищение и убийство
16 апреля 1992 года, когда Кристен шла домой из школы, к ней у входа на парковку лютеранской церкви Грейс подошли серийные убийцы Карла Хомолка и Пол Бернардо, чтобы "узнать дорогу". Пока Френч показывала направление Хомолке, Бернардо напал на нее сзади и, угрожая ножом, заставил сесть в машину. Похищение видели несколько очевидцев.
Френч находилась в плену 3 дня, в течение которых Бернардо и Хомолка снимали на видео, как они пытают и подвергают ее сексуальным надругательствам и унижениям. Во время пыток они заставляли Френч пить большое количество алкоголя. Они убили ее 19 апреля 1992 года. Ее обнаженное тело было найдено в канаве вдоль  дороги № 1 на севере Берлингтона 30 апреля 1992 года.

## Последствия
Во время пропажи Френч, ее одноклассники, учителя и друзья выбрали Зеленую ленту надежды в качестве символа поисков. Сообщество школы Френч также придумало название кампании «Зеленая лента надежды» — национальной кампании, которую продолжают проводить компания "Child Find Canada", правительство, организации и отдельные лица по сбору средств и  информированию населения о пропавших детях.
Тропа Зеленой ленты в Сент-Катаринс была названа в честь Френч. В начале тропы был установлен памятник Френч. Лента также подарила название «Зеленая лента» полицейской группе, которой было поручено найти Лесли Махаффи и убийц Френч, однако позже они оказались втянутыми в споры о роли СМИ в полицейских расследованиях.
Френч запомнилась тем, что она отказалась от сотрудничества с похитителями в последние дни жизни: «За некоторые вещи стоит умереть». Она сказала Бернардо: «Я не знаю, как твоя жена может терпеть жизнь с тобой». На одном из памятников, посвященных ей, выгравировано: «Ее наследие доказывает вдохновение».